# 음력 8월 5일
음력 8월 5일은 음력 8월의 5번째 날이다.

## 사건
- 2003년 - 아리랑 라디오 방송 개국.

## 탄생
- 1951년 - 대한민국의 전 앵커 엄기영.
- 1985년 - 대한민국의 배우 송중기.
- 1991년
  - 대한민국의 야구선수 강한울.
  - 대한민국의 가수 소유 (씨스타).
- 1992년 - 대한민국의 가수 우혜림.
- 2003년 - 대한민국의 가수 안유진.

## 사망
- 527년 - 신라의 불교 순교자 이차돈.

## 같이 보기
- 음력 360일: 1월 2월 3월 4월 5월 6월 7월 8월 9월 10월 11월 12월
- 전날:8월 4일 다음날:8월 6일 - 전달:7월 5일 다음달:9월 5일
- 양력:8월 5일
- 음력, 윤달